# Бенцаль Іванна
Бенцаль Іванна, дошлюбне прізвище Білик (1901, село Угнев, Бережанський повіт, Королівство Галичини та Володимирії — 11 січня 1977, США) — українська громадська діячка в США. Довголітня членкиня Союзу Українок Америки. Голова жіночої секції при Злученому Українсько-Американському Допомоговому Комітеті (ЗУ АДК).

## Життєпис
Емігрувала до США разом з батьками. Після переїзду приєдналась до громадського руху української діаспори.
У 1937 році вступила до лав Союзу Українок Америки. За великий внесок у розбудову СУА нагороджена відзнакою «Почесна Голова Окружної Управи Союзу Українок Америки».
Похована на цвинтарі Лейквуд-Парк, Рокі-Рівер, Огайо.